# John Textor
John Charles Textor (Kirksville, 30 de setembro de 1965) é um empresário norte-americano, atual proprietário da Eagle Football Holdings, um conglomerado de clubes a nível mundial que conta com participações majoritárias no Botafogo e RWD Molenbeek, além de uma academia de futebol norte-americana FC Flórida. 
Textor ficou conhecido por seu trabalho na indústria de entretenimento, especialmente em tecnologias de efeitos especiais. Foi o CEO da Digital Domain, uma empresa de efeitos visuais e animação digital, de 2006 a 2012. Durante seu tempo na Digital Domain, a empresa trabalhou para filmes como O Curioso Caso de Benjamin Button (ganhador do prêmio de efeitos visuais no Óscar em 2009) e Transformers: A Vingança dos Derrotados.

## Início de vida
Aos 12 anos de idade, Textor foi skatista e rivalizou inclusive com Rodney Mullen, um dos profissionais mais conhecidos neste ramo no mundo. Ganhou alguns prêmios locais na Califórnia. Nos anos 80 entretanto, por causa de uma lesão, abandonou a carreira e passou a estudar. Anos depois, comprou a Sims, que antes de abandonar a carreira pertencia a este clube esportivo. A organização passou por crise financeira e se tornou marca de produtos para skatistas.
É o presidente executivo e diretor executivo aposentado da fuboTV Inc. (originalmente conhecida como Facebank Group, Inc.), uma empresa líder de streaming de OTT voltada para esportes. Apresentado pela Forbes em 2016 como 'Guru da Realidade Virtual de Hollywood', sua empresa é globalmente reconhecida, pioneira e desenvolvedora de tecnologias disruptivas, além conteúdo criativo e modelos de negócios de distribuição digital para mídia, entretenimento e internet.

## Carreira de negócios

### Propriedade de equipe esportiva profissional
Tendo experimentado os altos e baixos da América corporativa, Textor agora parece determinado a experimentar a montanha-russa do futebol europeu. Em agosto de 2021, comprou uma posição minoritária substancial no Crystal Palace Football Club por 87,5 milhões de libras, juntando-se a Steve Parish, Josh Harris e David Blitzer como co-proprietário.
Meses antes, Textor chegou a acordo para a compra de 25% do capital social da SAD do SL Benfica, empresa cotada em bolsa considerada o 12º maior clube de futebol do mundo. A concretizar-se, tal tornaria Textor no maior acionista individual do Benfica, para além do próprio SL Benfica Clube, que ainda detém 64% da sua subsidiária cotada na bolsa do futebol. Antes de estreitar as suas atenções no Benfica e no Crystal Palace, o empresário esteve ligado aos esforços para adquirir o Brentford, o Watford e o Newcastle. O contrato de Textor para a compra da grande participação do Benfica foi, pelo menos, adiado com a detenção do presidente Luís Filipe Vieira, sob acusações não relacionadas, o que colocou a liderança do clube em turbulência.
Textor está envolvido com futebol há muito tempo, tanto profissionalmente quanto como filantropo. Como presidente, CEO e maior acionista do Facebank Group, ele adquiriu a fuboTV, um serviço de streaming de televisão com foco em esportes que foi originalmente lançado com um foco quase exclusivo em jogos de futebol mundial em streaming. Textor não é novidade no futebol português, já que a fuboTV é conhecida entre os amantes do futebol europeu e sul-americano e tem um pacote de TV portuguesa, a Portuguese Plus, e oferece precisamente a Benfica TV, para além da RTP Internacional, RTP3 e RTP Açores.
Talvez não seja uma coincidência que Jacob Montes, meio-campista norte-americano que em 2021 assinou com o Crystal Palace por um ano, logo foi emprestado para jogar no Waasland-Beveren, da Bélgica. Montes é produto das categorias de base do FC Florida Preparatory Academy, uma academia de base criada por Textor há mais de 20 anos, e a Waasland-Beveren é propriedade de David Blitzer, um dos principais acionistas do Crystal Palace.
Em abril de 2020, Textor concluiu a aquisição da fuboTV Media, via zoom call, no cenário desafiador e em rápida evolução da pandemia de COVID-19. A combinação da empresa de entretenimento virtual de Textor, com a empresa de streaming de rápido crescimento FuboTV, resultou em um dos IPOs mais bem-sucedidos de 2020, e em menos de dois anos, cresceu para um valor de mercado listado na NYSE de mais de $ 6 bilhões.
Na primavera de 2020, Textor renunciou ao cargo de Presidente Executivo da fuboTV, permanecendo como membro do conselho de administração. No momento de sua renúncia da fuboTV e após a conclusão da oferta pública inicial da empresa na Bolsa de Valores de Nova York, Textor continuava sendo o maior acionista da fuboTV.
A FuboTV cresceu rapidamente em valor como empresa de capital aberto, passando do mercado de balcão para a Bolsa de Valores de Nova York e para o índice Russell 3000 em apenas nove meses.
No início dos anos 2000, Textor assumiu o controle da BabyUniverse.com, uma loja virtual insolvente de produtos relacionados a bebês. A BabyUniverse então viu um aumento nas receitas de 1 milhão de dólares para 40 milhões, resultando na venda da BabyUniverse em outubro de 2007 em uma fusão reversa e troca de transação de controle com a eToys.com, uma conhecida empresa de comércio eletrônico, controlada pela DE Shaw. Textor renunciou ao cargo de CEO no momento da fusão, com as ações da BabyUniverse sendo negociadas em sua maior alta de 12 dólares por ação, tendo quase triplicado de sua baixa em fevereiro do mesmo ano. Mais tarde, ele se tornou presidente da eToys.

### Ações nos esportes

#### Sims Snowboards
Textor atuou como presidente do conselho e principal proprietário da Sims Snowboards, a segunda marca de snowboard líder mundial, tendo adquirido a Sims em 1996.

### Botafogo de Futebol e Regatas
Em 24 de dezembro de 2021, ele fechou um acordo para se tornar o acionista majoritário do Botafogo de Futebol e Regatas, adquirindo 90% das participações do clube por cerca de 52 milhões de libras. O Botafogo é uma das peças estruturais da rede multiclubes da Eagle Football Holdings, exercendo um papel importante no plano de desenvolvimento de talentos para a rede. Textor acredita que o Botafogo sempre foi o lar de craques e que, com investimento e infraestrutura adequados para disputar o topo do continente, conseguirá atrair e desenvolver jovens talentos, preparando-os para "vencer" futuramente na Europa. Em entrevista à Reuters, ele afirmou a famosa frase "Se eu encontrar 11 jogadores melhores do que os jogadores que vocês podem comprar (em referência às grandes redes multiclubes, como a CFG) posso vencê-los".  Por ser um dos clubes mais importantes em seu plano de negócio e, por ser o clube onde detém maior propriedade (90%), Textor é comumente visto pelo Rio de Janeiro e pelos jogos do clube carioca no Estádio Nilton Santos.

#### Títulos conquistados pelo Botafogo na Era Textor
- Taça Rio: 2023 & 2024
- Copa Libertadores da América: 2024
- Campeonato Brasileiro de Futebol: 2024

### Crystal Palace Football Club
John Textor adquiriu 45% do Crystal Palace em agosto de 2021, tornando-se um dos principais acionistas do clube. Desde então, investiu em infraestrutura e jovens talentos, buscando estabilidade e competitividade. Em 2024/25, o CPFC conquistou a FA Cup, seu primeiro título relevante em toda a história do clube. Desse modo, o clube também disputará sua primeira competição continental na história, a UEFA Europa League na temporada 25/26. No dia 23 de junho de 2025, John chegou a um acordo com Woody Johnson, proprietário do New York Jets, time de futebol americano, para vender suas ações do Crystal Palace por 190 milhões de libras (R$ 1,4 bilhão). As negociações se encaminharam para venda de 44,9% das ações, parte total de Textor, encerrando um ciclo vitorioso de 4 anos de gestão e garantindo uma boa verba para Eagle, que se prepara para o seu IPO.

#### Títulos conquistados pelo Crystal Palace na Era Textor
- Copa da Inglaterra: 2024/25

### Olympique Lyonnais
Em junho de 2022, John Textor adquiriu a maior parte das ações do Olympique Lyonnais através de sua empresa Eagle Football Holdings. A compra, que incluiu 78% das ações, busca solucionar os problemas financeiros de curto prazo do clube, garantindo recursos para estabilizar sua situação econômica e promover investimentos estratégicos no futebol. Com a compra do Lyon, Textor busca alçar a influência da Eagle para a Liga dos Campeões da Europa. Considerada de menor nível em comparação às ligas de outras potências Europeias, Textor acredita que através de uma boa gestão e o sanamento de dívidas a curto prazo do time, que são a grande ameaça a gestão do americano nesse início de jornada (Podendo vir a trazer punições severas, como rebaixamento, ao Lyon), conseguirá competir pelo topo da Ligue 1 juntamente de clubes como PSG, Marseille e Monaco. É popularmente considerado o "clube chefe" de Textor na Europa e, juntamente com o Botafogo, os principais clubes em seu portfólio. 
Em junho de 2025, a Direção Nacional de Controle e Gestão (DNCG) da Liga de Futebol Profissional da França (LFP), decidiu rebaixar o Lyon administrativamente para a Ligue 2, devido a má situação financeira que se encontra o clube. Dias após o ocorrido, John Textor renunciou ao comando do Lyon. Ao conceder entrevista à Globo, o americano acredita que não conseguiu se adaptar à política do país europeu e admitiu erros no processo. Ainda em suas palavras, declarou voltar suas atenções mais para o Botafogo após o ocorrido.

### RWD Molenbeek
Em 2022, John Textor adquiriu o controle acionário do RWD Molenbeek, clube tradicional da Bélgica, com o objetivo de revitalizá-lo e devolvê-lo à elite do futebol belga. Sob sua gestão, o clube superou desafios financeiros e estruturais, promovendo melhorias no elenco e na infraestrutura, além de reforçar o desenvolvimento de jovens talentos. A aquisição faz parte de sua estratégia de criar uma rede global de clubes conectados.

#### Títulos conquistados pelo Molenbeek na Era Textor
- Challenger Pro League: 2023

## Controvérsias

### Acusação de manipulação de resultados no Campeonato Brasileiro de Futebol 2023
Desde 2023, após o time do Botafogo não conseguir manter a liderança e ver o Palmeiras ultrapassá-lo na classificação do Campeonato Brasileiro nas últimas rodadas, John Textor tem feito inúmeras acusações pela imprensa de o campeonato ter sofrido com manipulações de resultados e erros de arbitragem, pelos quais sua equipe teria sido prejudicada; para dar maior veracidade a suas afirmações, Textor acabou contratado uma empresa francesa, especializada em análise de jogos e arbitragens para verificar partidas do Campeonato. Nas denúncias, também acusou árbitros de futebol de não receberem propinas acordadas. John então, foi denunciado pelo Superior Tribunal de Justiça Desportiva por litigância de má-fé e falsa acusação de crime, e o julgamento foi marcado para o dia 15 de abril de 2024. Textor havia recebido um prazo para entregar as supostas denúncias aos magistrados, entretanto não as cumpriu. Horas depois da decisão do STJD, Textor entregou as supostas provas à Cidade da Polícia localizada em Benfica no Rio de Janeiro pois segundo o empresário, o tribunal desportivo não tinha competência para investigar este processo.
Todavia, senadores integrantes da CPI da Manipulação de Resultados, ocorrida em 2023, pediram a Polícia Federal para que ele fosse interrogado e apresentasse tais provas.
Em 22 de abril de 2024, Textor afirmou durante a reunião da CPI do Senado que a "manipulação de resultados [no futebol] é realidade".
No dia 24 de abril de 2024, após Textor ser ouvido e entregar o que ele diz ser provas de manipulação no Campeonato Brasileiro 2023 na reunião secreta da CPI do futebol no Senado, o senador Jorge Kajuru diz que algumas imagens mostradas por Textor são preocupantes. Já o senador Carlos Portinho afirma que há "indícios fortíssimos" no material apresentado por Textor, o suficiente para que a CBF viesse abrir investigação com o Ministério Público e a Polícia Federal. Posteriormente os árbitros Raphael Claus, Daiane Carolina Muniz dos Santos e o ex-árbitro Glauber do Amaral Cunha, este último flagrado em suposto áudio cobrando propina enquanto atuava como juiz, foram convidados a depor na CPI. Juntamente com Wilson Luiz Seneme, chefe da comissão de arbitragem e Hélio Santos Menezes Junior, diretor de governança e conformidade da CBF
No mesmo dia, 24 de abril de 2024, a Associação Nacional de Árbitros de Futebol (Anaf), fez duras criticas a CBF, alegou insatisfação de árbitros e solicitou a paralisação do Campeonato Brasileiro 2024.